# Schneider Kreuznach
Schneider-Kreuznach — германская компания, производитель оптического оборудования и фототоваров.

## История компании
Компания была основана 18 января 1913 года Йозефом Шнейдером (Joseph Schneider) под названием Optische Anstalt Jos. Schneider & Co. Компания располагалась в городе Бад-Кройцнах.
Компания разрабатывала и производила объективы для фотографии. Через два года компания начала выпуск объективов для кинопроекторов. В 1920 году компания произвела первый широкоугольный объектив для фотоаппаратов большого формата.
В 1922 году название компании изменилось на Jos. Schneider & Co., Optische Werke, Kreuznach. В июне 1932 года компания произвела свой 500-тысячный объектив, в ноябре 1936 года — миллионный.
В 1957 году разработан объектив с переменным фокусным расстоянием. В 1964 году компания начала производство зум объективов для кинокамер, фотоаппаратов и телекамер.
В 1961 году создано дочернее предприятие — Feinwerktechnik GmbH. Feinwerktechnik производит электро-гидравлические сервоприводы.
К январю 1967 года компания произвела 10 миллионов объективов.
В 1950-е и 1960-е компания Schneider поставляла объективы для фотоаппаратов Kodak Retina и Kodak Retinette.
В 1972 году Schneider приобрела компанию Goerz American, бывшую когда-то подразделением Goerz.
В 1985 году после приобретения производителя поляризационных фильтров B&W Filterfabrik, Joh. Weber KG компания Schneider-Kreuznach начала выпуск поляризационных фильтров и плёнок.
В июле 1987 года компания приобрела Rollei Fototechnic GmbH. В 1989 году была поглощена компания Käsemann/Oberaudorf — производитель стеклянных и пластиковых поляризационных материалов.
В 1997 году были созданы подразделения Pentacon GmbH Foto-und Feinwerktechnik и Praktica (UK) Ltd.
С 1998 года компания называется Jos. Schneider Optische Werke GmbH.
В 2000 году Schneider приобрела американского производителя линз Century Optics. К апрелю 2000 года Schneider произвела 14 миллионов 730 тысяч объективов.
Компания поставляет объективы и оптические детали для сотовых телефонов LG, цифровых фотоаппаратов Kodak и Samsung в узком формате и PhaseOne/Leaf/Mamiya — в среднем.
В феврале 2011 года компания присоединилась к стандарту Micro Four Thirds System.
9 мая 2012 года компания объявила о выпуске 3 поколения объективов Cine-Xenar III T2.2/25mm, T2.1/35mm, T2.0/50mm, T2.0/75mm и T2.0/95mm

## Продукция Schneider-Kreuznach в космосе
Продукция Schneider-Kreuznach использовалась NASA в миссиях Лунар орбитер, в программах Аполлон, и с 1990 года в полётах Спейс шаттл.

## Структура группы Schneider
Группа компаний Schneider состоит из 5 компаний и 60 представительств в различных странах мира.
- Jos. Schneider Optische Werke GmbH (Германия)
- Schneider Optics, Inc. (Нью-Йорк и Лос-Анджелес)
- B+W Filterfabrik Johannes Weber GmbH & Co. (Германия)
- Pentacon GmbH (Дрезден, Германия)
- Praktica (UK) Ltd. (Великобритания)